# Ozone Park

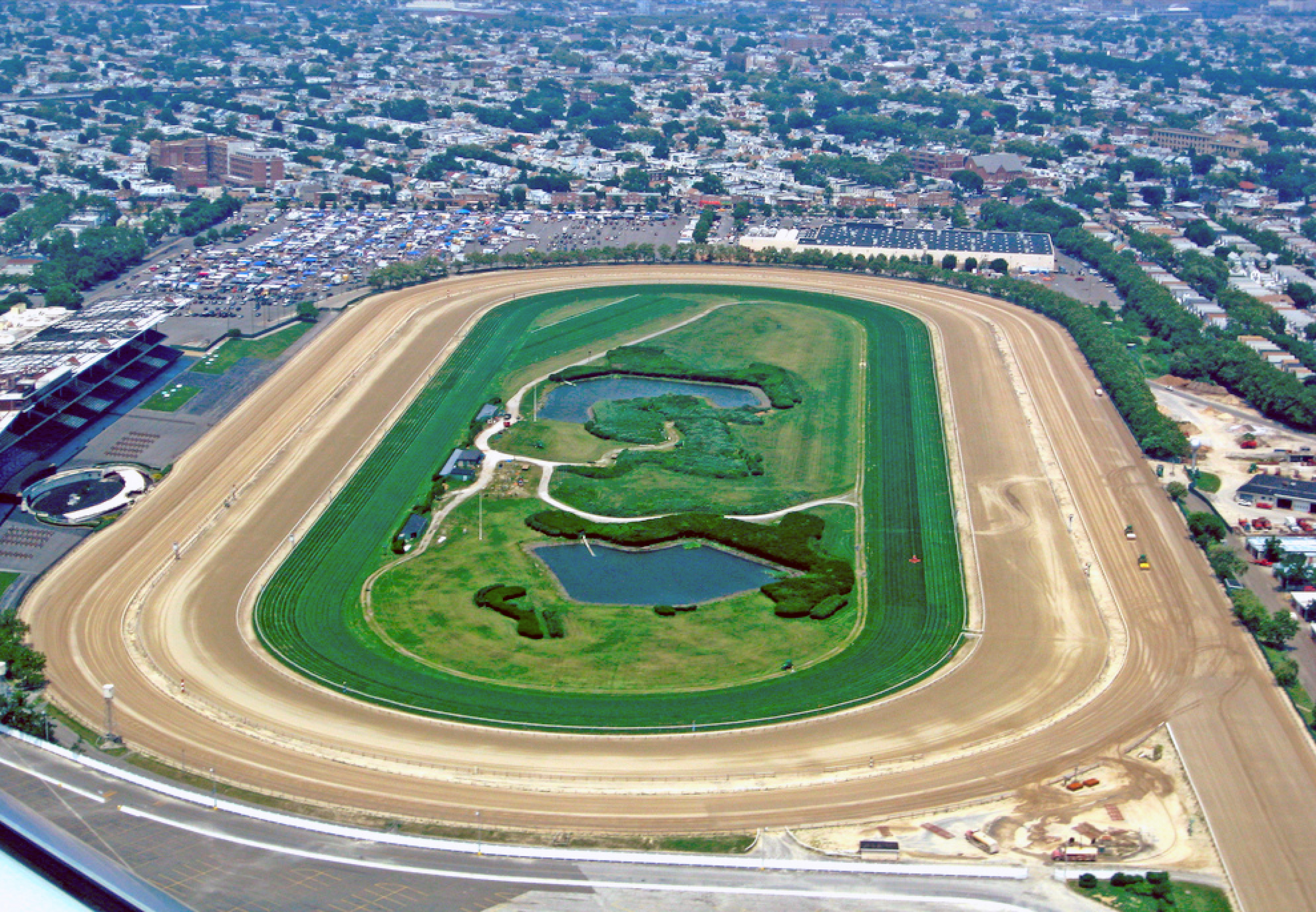
Aqueduct Racetrack

Ozone Park ist ein Stadtviertel (neighborhood) im New Yorker Stadtbezirk (borough) Queens. Er gilt als Stadtteil der oberen Mittelklasse.

## Geographie
Ozone Park liegt im Südwesten des Bezirks Queens und grenzt an Woodhaven, Richmond Hill, South Ozone Park, Howard Beach (alle in Queens) sowie East New York und City Line (in Brooklyn).
Die Nordgrenze ist die Atlantic Avenue, die Südgrenze die Conduit Avenue, und die 108. Straße bildet die Ostgrenze.
Die Westgrenze zu Brooklyn ist im Wesentlichen durch Ruby und Drew Street definiert. In Ozone Park liegt der Aqueduct Racetrack, eine Pferderennbahn.

## Geschichte
1840 wurde in einem Teil des heutigen Ozone Park der Stadtteil Centreville gegründet, woran noch heute die Centreville Street erinnert. Während der Wirtschaftskrise in den 1870er Jahren suchten Einwohner Manhattans und Brooklyns nach billigerem Wohnraum. Dieser entstand durch die Bauherren Benjamin W. Hitchcock und Charles C. Denton, die aus Farmland Wohnland schufen. 1882 schufen sie Ozone Park. Der Name sollte an die frische Luft des Atlantischen Ozeans erinnern.
1894 wurde der Aqueduct Racetrack eröffnet. Durch die Bahnverbindung zur Liberty Avenue im Jahre 1914 wurde die Gegend enorm weiterentwickelt. Zwischen den 1920er und 1930er Jahren wurde das Bauprogramm stark weiterentwickelt.

## Demographie
Seit seiner Gründung ist Ozone Park durch eine multiethnische Zusammensetzung gekennzeichnet. Zunächst kamen Franzosen, später deutsche und irische Einwanderer. Der starke Zuzug von Italienern, der zu dem Spitznamen Little Italy of Queens (eine Anspielung auf Little Italy Manhattan) führte, erfolgte am Anfang des 20. Jahrhunderts.
Die meisten Italiener bzw. Italoamerikaner kamen aus Brooklyn. Ebenfalls kamen polnische Einwanderer.
Zu Beginn des neuen Jahrtausends kamen mehr Immigranten aus Lateinamerika und Südasien (Bangladesch).

## In der Kunst

### Spielfilme
- A Bronx Tale (1993) zeigt eine Szene im Aqueduct Racetrack
- A Shock to the System (1990) zeigt eine Szene im Aqueduct Racetrack
- Boss of Bosses (2001, mit Chazz Palminteri) zeigt eine Szene mit John Gotti in Ozone Park.
- Goodfellas (1990) spielt in Ozone Park
- Lucky Number Slevin (2006) zeigt eine Szene von Vater und Sohn im Aqueduct Racetrack

### Fernsehserien
- Getting Gotti (1994) mit Lorraine Bracco in der Hauptrolle: Der Film beschreibt die Strafverfolgung von John Gotti, der seine Macht in den Straßen des Ozone Parks ausbaute.
- The King Of Queens: Szenen spielen im alten United-Artists-Cross-Bay-Kino auf dem Rockaway Boulevard.
- In der Serie Perfect Crimes des History Channel wird der Lufthansa-Raub dargestellt.
- Die Sopranos: Die Figur Rusty Millio (dargestellt von Frankie Valli) lebt in Ozone Park.

## Weiteres
- Johannes Paul II. feierte eine Messe für 75.000 Menschen im Ozone Park Aqueduct Racetrack im Oktober 1995.[6]

## Schulen
'Public schools'
- P.S. 63 Old South School
- P.S. 64 Joseph P. Addabbo School
- P.S. 65 The Raymond York Elementary School
- Middle School 137 America’s School-Heroes
- Junior High School 202 R. H. Goddard
- Robert H Goddard High School Of Technology and Communications 308
- Junior High School 210 Elizabeth Blackwell
- John Adams High School
- High School for Construction Trades, Engineering and Architecture

'Privatschulen'
- St Elizabeth’s RC Elementary
- St Mary Gate of Heaven RC Elementary
- Divine Mercy Catholic Academy (früher Nativity B.V.M. und St. Stanislaus Schools, beide schlossen sich 2007 zusammen und gaben sich den aktuellen Namen)
- Little Dolphin Pre-School
- Our Lady of Perpetual Hope
- Our Lady’s Catholic Academy

'Ehemalige Schulen'
- Our Lady of Wisdom RC Secondary

## Verkehr
Der Stadtteil wird vom Rockaway und vom Woodhaven Boulevard durchquert. Autobahnanschlüsse bestehen zum Southern Parkway und zum Nassau Expressway (NY 878). Die IND Fulton Street Line quert den Stadtteil von West nach Ost, mittig davon zweigt die IND Rockaway Line nach Süden ab. Die U-Bahn-Linie  bedient mehrere Stationen entlang dieser beiden Strecken.

## Bekannte Personen
- Ray Abruzzo (* 1954), Schauspieler (Die Sopranos)
- Joseph Patrick Addabbo (1925–1986), Kongressabgeordneter
- Pedro Beato, Pitcher der New York Mets
- Charles Camarda (* 1952), Astronaut
- Gerald Edelman (1929–2014), Mediziner, 1972 gewann er den Nobelpreis.[7]
- Peter Facinelli (* 1973), Schauspieler
- Diane Giacalone, Staatsanwältin[8]
- John Gotti (1940–2002), Mafiaboss (Chef der Gambino-Familie)[9]
- Neal Heaton (* 1960), MLB-Baseballpitcher
- Jack Kerouac (1922–1969), Schriftsteller[10]
- Cyndi Lauper (* 1953), Sängerin[11]
- Anthony Trentacosta, Gangster der Gambino-Familie
- Debra Wilson (* 1962), Schauspielerin